# Avispa Fukuoka 2011
Questa voce raccoglie le informazioni riguardanti l'Avispa Fukuoka nelle competizioni ufficiali della stagione 2011.

## Rosa
Fonte:
| N. |                          | Ruolo | Calciatore         |
| -- | ------------------------ | ----- | ------------------ |
| 1  | Giappone (bandiera)      | P     | Ryūichi Kamiyama   |
| 2  | Corea del Sud (bandiera) | D     | Kim Min-je         |
| 3  | Giappone (bandiera)      | D     | Tatsunori Yamagata |
| 4  | Giappone (bandiera)      | D     | Takumi Wada        |
| 5  | Giappone (bandiera)      | D     | Makoto Tanaka      |
| 6  | Giappone (bandiera)      | D     | Daiki Niwa         |
| 7  | Giappone (bandiera)      | C     | Kōsuke Nakamachi   |
| 8  | Giappone (bandiera)      | C     | Jun Suzuki         |
| 9  | Giappone (bandiera)      | A     | Yutaka Takahashi   |
| 10 | Giappone (bandiera)      | A     | Hisashi Jōgo       |
| 11 | Giappone (bandiera)      | C     | Yūsuke Tanaka      |
| 13 | Giappone (bandiera)      | D     | Shōgo Kobara       |
| 14 | Giappone (bandiera)      | C     | Takuya Matsuura    |
| 15 | Corea del Sud (bandiera) | D     | Lee Jong-min       |
| 16 | Giappone (bandiera)      | A     | Hideya Okamoto     |

| N. |                           | Ruolo | Calciatore         |
| -- | ------------------------- | ----- | ------------------ |
| 17 | Giappone (bandiera)       | D     | Kazuki Yamaguchi   |
| 18 | Giappone (bandiera)       | A     | Masato Yoshihara   |
| 19 | Giappone (bandiera)       | C     | Shō Naruoka        |
| 20 | Giappone (bandiera)       | C     | Yosuke Miyaji      |
| 21 | Giappone (bandiera)       | A     | Norihisa Shimizu   |
| 22 | Giappone (bandiera)       | C     | Toshiya Sueyoshi   |
| 23 | Giappone (bandiera)       | P     | Yūji Rokutan       |
| 24 | Giappone (bandiera)       | A     | Kentarō Shigematsu |
| 25 | Giappone (bandiera)       | P     | Eita Kasagawa      |
| 26 | Corea del Nord (bandiera) | C     | Son Jeong-ryun     |
| 27 | Giappone (bandiera)       | D     | Tokio Hatamoto     |
| 28 | Giappone (bandiera)       | C     | Taku Ushinohama    |
| 29 | Giappone (bandiera)       | A     | Daisuke Ishizu     |
| 39 | Brasile (bandiera)        | A     | Rafael Ramazotti   |